# Escut d'Alpont
L'escut d'Alpont és un símbol representatiu oficial d'Alpont, municipi del País Valencià, a la comarca dels Serrans. Té el següent blasonament:
| « | Escut quadrilong de punta redona. D'atzur, un pont d'or, somat de la representació de la vila, formada per una muralla amb dues torres d'or, sobre ones d'argent. Al cap, un cairó d'or carregat amb quatre pals de gules. Per timbre, una corona reial oberta. | » |

## Història
Escut d'ús immemorial, va ser rehabilitat per Resolució de 22 de desembre de 2009, del conseller de Solidaritat i Ciutadania, publicada al DOCV núm. 6.181, d'11 de gener de 2010.
Les armes parlants tradicionals d'Alpont presenten l'antiga vila emmurallada damunt el pont que dona nom a la localitat, amb els quatre pals del Regne de València que recorden la seva condició de vila reial.
A l'Arxiu Històric Nacional es conserven dos segells en tinta d'Alpont, un de l'Ajuntament i l'altre de l'Alcaldia, de 1876. Al segell de l'Alcaldia hi apareixen les armories de la vila. Al de l'Ajuntament hi apareixen les armes reduïdes de la Reina.

Segell de l'Alcaldia (AHN, 1876).
Segell de l'Ajuntament (AHN, 1876).

L'empremta de l'Alcaldia va acompanyada de la següent nota:
| « | (castellà) El sello que antecede corresponde á la Alcaldía de esta Villa, cuenta de existencia como unos treinta años; y los signos o atributos que contiene son las armas de esta antiquísima población; las cuales todavía se encuentran en algunas lapidas y enseres de origen mui remoto. | (català) El segell que hi antecedeix correspon a l'Alcaldia d'aquesta Vila, compta d'existència com uns trenta anys; i els signes o atributs que conté són les armes d'aquesta antiquíssima població; les quals encara es troben en algunes làpides i estris d'origen molt remot. | » |